# 炬燵猫
『炬燵猫』（こたつねこ）は、2007年1月公開の映画、および2009年10月から2010年3月まで放送されていた短編テレビアニメである。

## 概要（映画）
2006年製作、2007年1月27日公開。
炬燵の中の２匹の猫の気ままな会話を中心に、２匹の飼い主である少年の初恋を描くロマンス・ファンタジー。
２匹を初め猫も人間の役者が演じている。

## キャスト（映画）
- シト：小谷美裕
- ゼロ：セレナ
- 藤崎レイ（ジュニア）：SHO
- 本山順子
- 寺本愛美
- 五十嵐瑞穂
- 関谷正隆
- 金子昌義
- 水野美人
- 吉舎聖史
- ベルベット：中泉英雄

## スタッフ（映画）
- 監督・脚本・編集：小川王子
- 脚本・スチール：セレナ
- 撮影監督：高間賢治
- 美術：寺尾淳
- 音楽：田沼ebz伸彦
- 音楽プロデューサー：和田亨
- 録音：桑原達郎
- 照明：上保正道
- スタイリスト：檜山カズオ
- ヘアメイク：TATSU
- スチール：金戸聡明
- 視覚効果：橋本満明
- エグゼクティブプロデューサー：斎田春日

## 概要（テレビアニメ）
原作はセレナ。2009年10月から2010年3月まで放送された。
アニメ版では炬燵の中で繰り広げられる猫の非日常的生活を描いたストーリーとなった。なお、当初1年間の放送予定であったが、制作上の都合により半年で打ち切られた。

## キャスト（テレビアニメ）
- シト：野川さくら
- ゼロ：山村響
- ハナ：井ノ上奈々
- ルンルン：カルナ
- ベルベット：古川雄大
- ビッタ：平山笑美
- ルンルンのマネージャー：竹下浩平

## スタッフ（テレビアニメ）
- 監督・脚本 - すなふえ
- 監修 - 塚原重義
- 作画 - 堤心平
- 音響監督 - 本山哲
- 音響制作 - スタジオマウス
- タイトルロゴ - 横山由似
- 制作 - 弥栄堂フヰルム
- 製作 - 炬燵猫町内会（tvk、テレ玉、三重テレビ、KBS京都、サンテレビ）

## 主題歌（テレビアニメ）
オープニングテーマ「Eternal world」
歌 - ベルベット（古川雄大）
エンディングテーマ「しゃぼんSunnydays」
歌 - 野川さくら / 作詞 - 辻純更 / 作曲 - 南陽子 / 編曲 - 三浦誠司

## 放送局（テレビアニメ）
| 放送地域 | 放送局     | 放送日時           | 放送系列  |
| -------- | ---------- | ------------------ | --------- |
| 神奈川県 | tvk        | 土曜 8:25 - 8:30   | 独立UHF局 |
| 埼玉県   | テレ玉     | 水曜 20:55 - 21:00 | 独立UHF局 |
| 三重県   | 三重テレビ | 日曜 10:25 - 10:30 | 独立UHF局 |
| 京都府   | KBS京都    | 火曜 19:55 - 20:00 | 独立UHF局 |
| 兵庫県   | サンテレビ | 月曜 19:55 - 20:00 | 独立UHF局 |

すべての放送局は東名阪ネット6に加盟している。千葉テレビ放送はネット6参加局でありながら放送・製作に加わらなかった。

## 関連商品
- FOXTROT SPECIAL BEST（2010年12月29日）

エンディングテーマ「しゃぼんSunnydays」を収録。